# Sphaerium occidentale
Sphaerium occidentale är en musselart som först beskrevs av J. Lewis 1856.  Sphaerium occidentale ingår i släktet Sphaerium och familjen ärtmusslor. Inga underarter finns listade i Catalogue of Life.